# Limfjorden
Limfjorden er et sund i Jylland, der forbinder Nordsøen med Kattegat og afgrænser Nørrejyske Ø mod syd. Fra Aalborg til udløbet i Kattegat kaldes fjorden også Langerak.

## Historie
Selv om Limfjorden i dag er åben i begge ender, har den i lange perioder kun været åben i øst mod Kattegat. Det menes, at der kan have været en åbning af Limfjorden mod nord indtil vikingetiden eller 1100-tallet, formentlig ved Lund Fjord og Vust, men dette er usikkert. En sejlbar åbning her ville give mening i forhold til placeringen af Aggersborg. En anden mulighed er at Limfjorden kan have været åben mod vest, ligesom i vore dage, men i den senere del af middelalderen var fjorden kun åben mod øst, og indtil stormfloden den 3. februar 1825 var farvandet således en fjord. Under denne stormflod blev Agger Tange gennembrudt, og Agger Kanal opstod. Ved en efterfølgende stormflod i 1862 blev tangen gennembrudt 3 km syd for Agger Kanal og Thyborøn Kanal opstod. Agger Kanal sandede til i 1877, mens Thyborøn Kanal siden er holdt åben ved løbende oprensning. Lukningen af Thyborøn Kanal har løbende været diskuteret blandt andet for at sikre mod stormfloder i den vestlige del af Limfjorden.

## Stednavnet
Ligesom Limhamn i Sverige, Limensgade på Bornholm, Slien i Tyskland, og Limingen i Norge har Limfjorden navn efter det norrøne lím (= kalk). På engelsk betyder lime stadigvæk "kalk". Oprindeligt viste ordet til en klæbrig jordmasse, man smurte husvæggene med. Til samme ordgruppe hører tysk Lehm (= ler) og latin limus (= dynd, ler). Den indoeuropæiske rod er *(s)lei (= fugtig, slimet, klæbrig), hvorfra latin har limax for "snegl", russisk slimak; mens moderne dansk har ordene "lim" og "slim".

## Geografi
Limfjorden er ca. 179 km lang. Bulbjerg, hvis limsten konstant eroderes af Vesterhavets bølger, og som muligvis ligger ved den gamle åbning til Vust, har eventuelt fungeret som landkending, når der skulle drejes ind i fjorden. Synlig overfladekalk findes også ved Aalborg, hvor det udnyttes til cement-fremstilling. Det dybeste sted i fjorden er Oddesund med en dybde på 28 meter. Ved Sallingsund, Glyngøre, Hvalpsund og Feggesund er dybden over 20 meter. Limfjordens opland udgør 7670 kvadratkilometer, hvilket svarer til knapt 18 % af Danmarks areal.
Den østlige del af fjorden er et smalt flodagtigt løb mellem Aggersund og Hals.
Den vestlige del af fjorden (mellem Agger Tange og Aggersund) er et omfattende system af småfjorde, bredninger, sunde og vige.
Mors er fjordens største ø. Sallingsund, der ligger centralt i den vestlige del af fjorden, adskiller Mors fra Salling.

## Faste forbindelser
Limfjorden krydses af et antal faste forbindelser:
- Oddesundbroen, som nord for Struer fører vej og jernbane til Thyholm.
- Sallingsundbroen, som forbinder Salling med Mors.
- Vilsundbroen, som forbinder Mors med Thy (Samme vejforbindelse som Sallingsundbroen).
- Virksunddæmningen, som forbinder Nordfjends med det sydlige Himmerland.
- Aggersundbroen, som forbinder Han Herred med Himmerland ved Løgstør.
- Jernbanebroen over Limfjorden i Aalborg Vestby.
- Limfjordsbroen i Aalborgs centrum med vej-, cykel- og fodgængerforbindelse til Nørresundbys centrum.
- Limfjordstunnelen øst for Aalborgs centrum.

## Færgeruter
Limfjorden har stadig nogle færgeforbindelser:
- Hals-Egense
- Aalborg-Egholm der går ud til øen Egholm
- Hvalpsund-Sundsøre
- Branden-Stenøre forbinder Salling med Fur.
- Venøfærgen, som forbinder Venø med fastlandet ved Kleppen, få kilometer nord for Struer.
- Thyborøn-Agger
- Feggeundfærgen forbinder Nordmors med Hanherred
- Næssundfærgen mellem Vestmors og Thy.
- Rønbjerg - Livø til den bilfrie og fredede ø, Livø